# Kayapa
Kayapa (Bayan ng Kayapa) är en kommun i Filippinerna. Kommunen ligger på ön Luzon, och tillhör provinsen Nueva Vizcaya. Folkmängden uppgår till 19 193 invånare.

## Barangayer
Kayapa är indelat i 30 barangayer.
| - Acacia - Amilong Labeng - Ansipsip - Baan - Babadi - Balangabang - Banao - Binalian - Besong - Cabalatan-Alang - Cabanglasan - Kayapa Proper East - Kayapa Proper West - Mapayao - Nansiakan | - Pampang (Pob.) - Pangawan - Pinayag - Pingkian - San Fabian - Talecabcab - Tubongan - Alang-Salacsac - Balete - Buyasyas - Cabayo - Castillo Village - Latbang - Lawigan - Tidang Village |